# Jeremy Browne

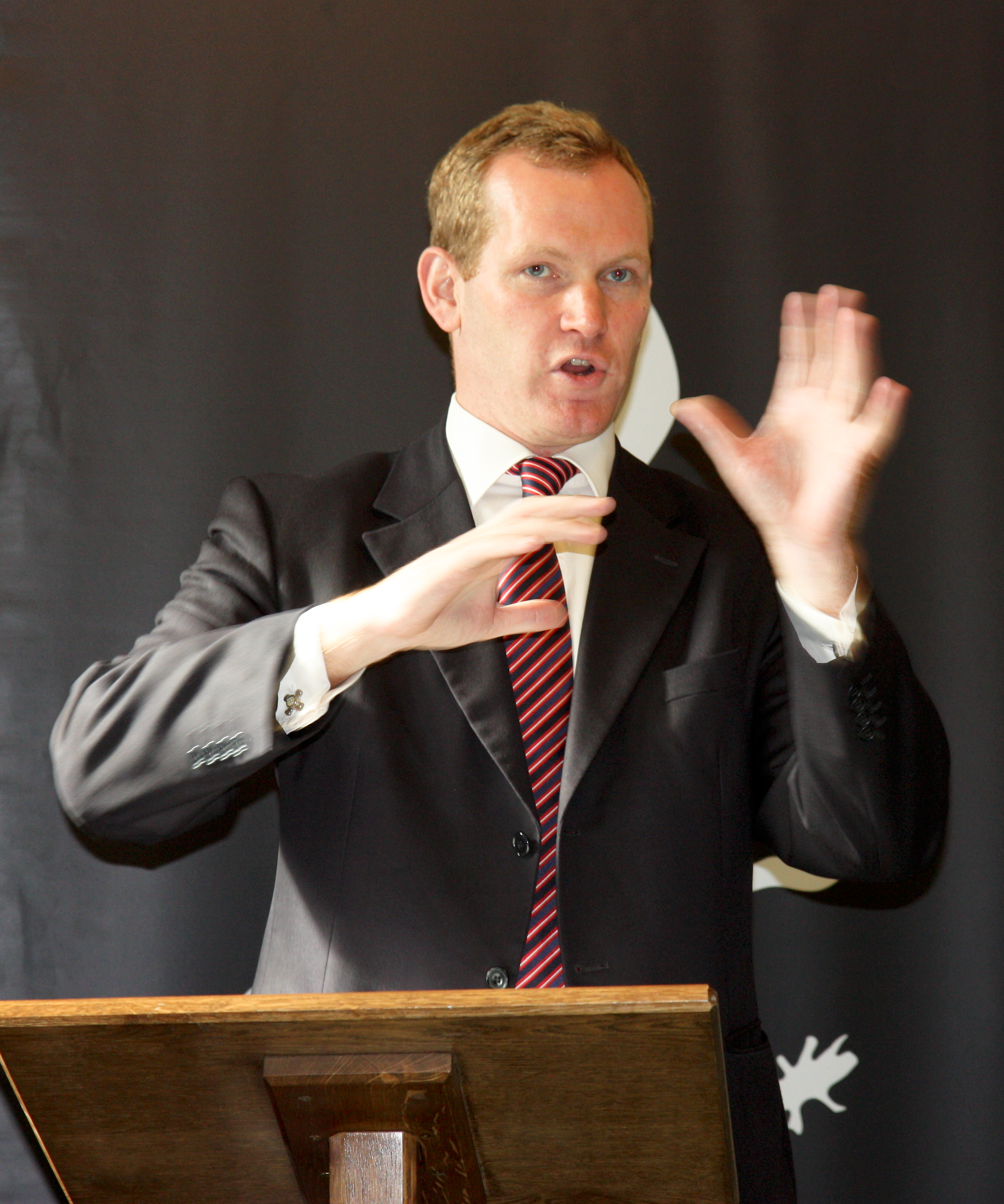
Jeremy Browne (2010)

Jeremy Richard Browne (geboren 17. Mai 1970 in Islington, London) ist ein britischer Politiker.

## Leben
Jeremy Browne ist ein Sohn des britischen Diplomaten Nicholas Walker Browne und wuchs daher unter anderem im Iran, in Zimbabwe und in Belgien auf. Browne besuchte die Bedales School und studierte Politikwissenschaften an der University of Nottingham. 1992 war er dort Präsident der Students’ Union.
Er arbeitete in der Parteiführung der Liberal Party, in der er die Öffentlichkeitsabteilung übernahm. 2001 war er bei den Parlamentswahlen (erfolgloser) Kandidat im Wahlbezirk Enfield Southgate. 2005 gewann er gegen den nationalen Swing den Wahlbezirk Taunton und wurde im Wahlbezirk Taunton Deane 2010 wiedergewählt. Bei der Wahl 2015 trat er nicht mehr an.
In der Koalitionsregierung des Konservativen David Cameron und des Liberalen Nick Clegg war er ab 2010  Staatssekretär im Foreign Office und ab 2011 Staatssekretär im Home Office. Ab Oktober 2013 war er wieder Hinterbänkler.
Seit 2015 ist Browne als Lobbyist der City of London Corporation bei der EU in Brüssel, um dort die Interessen der City of London zu vertreten. Seit der Brexit-Entscheidung 2016 hat diese Aufgabe für die City noch an Bedeutung zugenommen.

## Schriften (Auswahl)
- Why vote Liberal Democrat 2015. London : Biteback Publishing, 2014
- Race Plan: An authentic liberal plan to get Britain fit for „The Global Race“. 2014